# Polia nebulosa
Polia nebulosa là một loài bướm đêm thuộc họ Noctuidae. Nó được tìm thấy ở temperate châu Âu và châu Á tới Đông Á và Nhật Bản. It is not present in northernmost Fennoscandia và phần phía nam của bán đảo Iberia, Ý và Hy Lạp. In Anpơ nó được tìm thấy ở heights up to 1,600 mét.
Sải cánh dài 41–52 mm. Con trưởng thành bay từ the tháng 5 đến tháng 8 làm một đợt.
Ấu trùng ăn lá các loài various plants, bao gồm Salix, Rubus và Prunus cũng như Urtica dioica.

## Hình ảnh

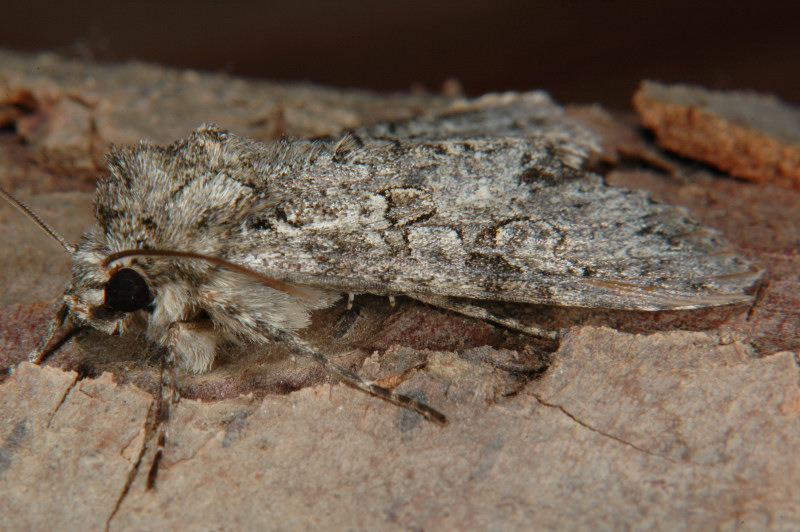
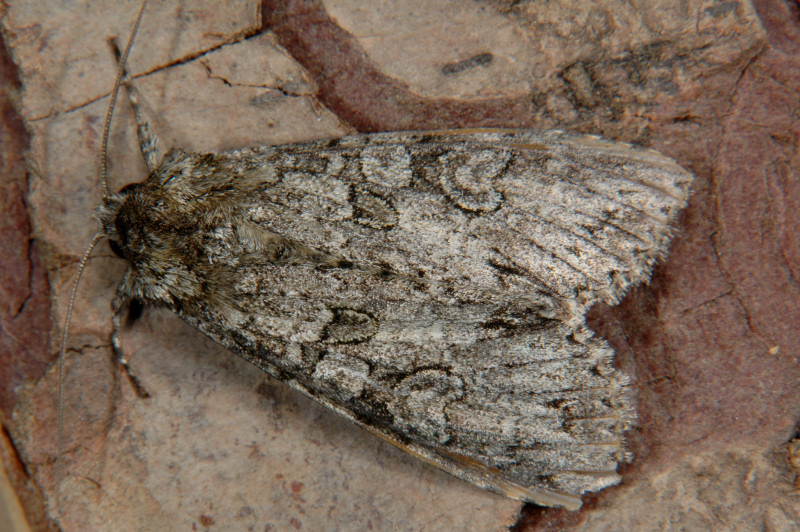
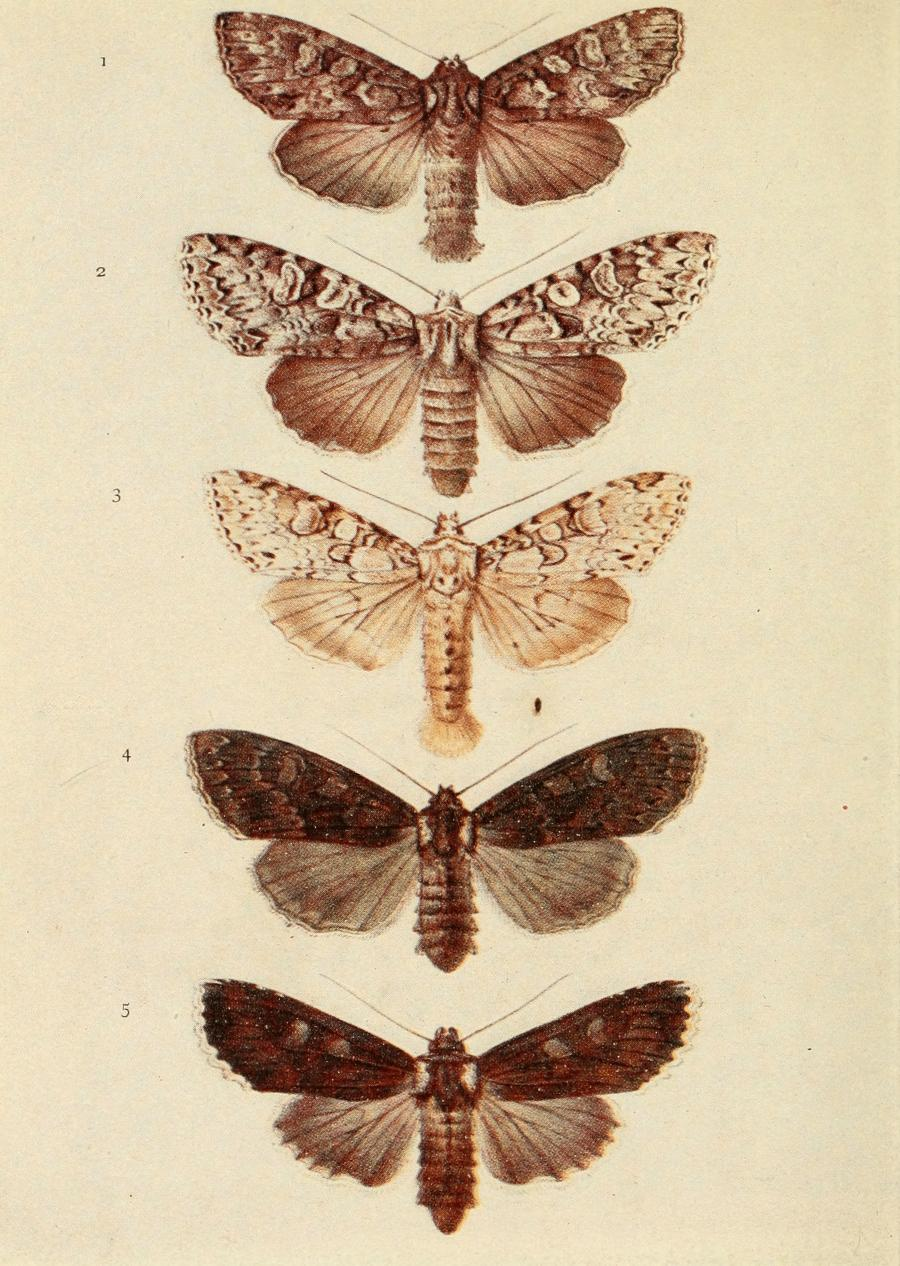